# Disconectes antarcticus
Disconectes antarcticus là một loài chân đều trong họ Munnopsidae. Loài này được Vanhoeffen miêu tả khoa học năm 1914.